# Старый Белоус
Ста́рый Бело́ус (укр. Стари́й Білоу́с) — село Черниговского района Черниговской области Украины, центр сельского Совета. Село расположено в непосредственной близости к Чернигову. Население 2 502 человека.
Код КОАТУУ: 7425588601. Почтовый индекс: 15504. Телефонный код: +380 462.

## Власть
Орган местного самоуправления — Старобелоусский сельский совет. Почтовый адрес: 15524, Черниговская обл., Черниговский р-н, с. Старый Белоус, ул. Гастелло, 11а.